# Сан-Рамон (Каліфорнія)
Сан-Рамон (англ. San Ramon) — місто (англ. city) в США, в окрузі Контра-Коста штату Каліфорнія. Населення — 84 605 осіб (2020).. Його населення становило 74,378 в 2012 році.
У місті знаходяться штаб-квартири компаній AT&T (її західного відділення), Chevron і 24-Hour Fitness. Також тут є досить великий (близько 800 співробітників) медичний центр (San Ramon Medical Center). Основними святковими заходами у місті є Фестиваль Мистецтва і Вітру на вихідні на День Пам'яті, Пікнік та Феєрверк на Четвертого липня і волонтерська пробіжка за освіту Primo в жовтні, названа в честь одного з її споносорів (Primo's Pizza).
2001 року місто назване одним з найбільш екологічно чистих у США (Tree City USA).

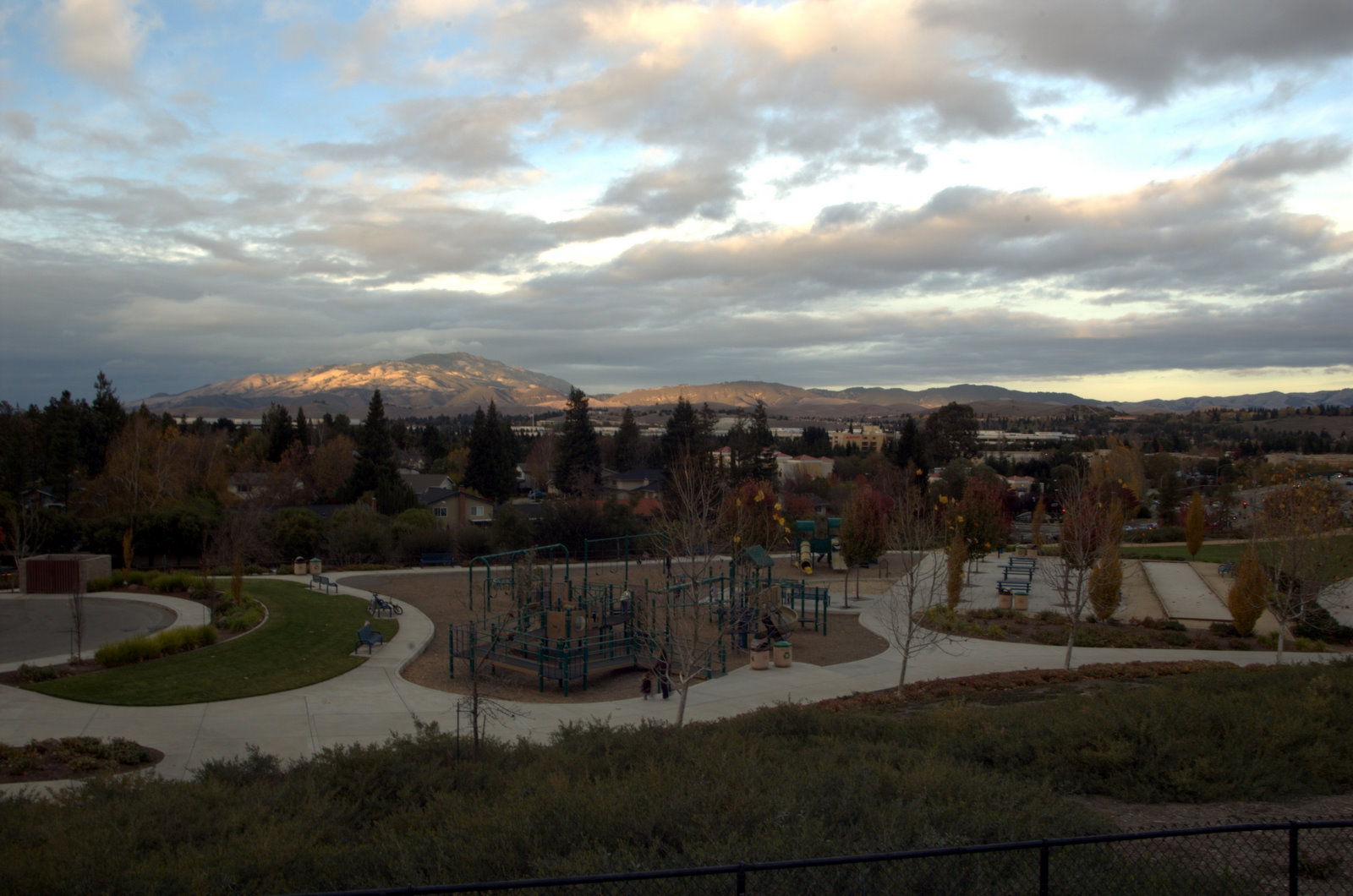
Панорама Сан-Рамона

## Географія
Сан-Рамон розташований за координатами 37°45′42″ пн. ш. 121°56′16″ зх. д. / 37.76167° пн. ш. 121.93778° зх. д. (37.761542, -121.937694).  За даними Бюро перепису населення США в 2010 році місто мало площу 46,82 км², з яких 46,78 км² — суходіл та 0,04 км² — водойми.

### Клімат
| Клімат : Сан-Рамон           | Клімат : Сан-Рамон | Клімат : Сан-Рамон | Клімат : Сан-Рамон | Клімат : Сан-Рамон | Клімат : Сан-Рамон | Клімат : Сан-Рамон | Клімат : Сан-Рамон | Клімат : Сан-Рамон | Клімат : Сан-Рамон | Клімат : Сан-Рамон | Клімат : Сан-Рамон | Клімат : Сан-Рамон | Клімат : Сан-Рамон |
| Показник                     | Січ.               | Лют.               | Бер.               | Квіт.              | Трав.              | Черв.              | Лип.               | Серп.              | Вер.               | Жовт.              | Лист.              | Груд.              | Рік                |
| Абсолютний максимум, °C      | 22,8               | 26,7               | 28,3               | 36,1               | 37,2               | 40,6               | 41,7               | 38,9               | 37,8               | 36,7               | 30,6               | 24,4               | 40,0               |
| Середній максимум, °C        | 14,4               | 16,1               | 17,2               | 19,4               | 21,1               | 23,9               | 26,7               | 27,8               | 25,0               | 22,8               | 18,3               | 15,0               | 20,0               |
| Середній мінімум, °C         | 5,6                | 6,1                | 6,7                | 7,8                | 9,4                | 11,1               | 12,2               | 12,8               | 12,8               | 11,1               | 7,2                | 5,0                | 8,9                |
| Абсолютний мінімум, °C       | −3,3               | −3,3               | −1,7               | −1,1               | 1,7                | 5,0                | 6,7                | 6,1                | 5,0                | 0,0                | −1,1               | −7,8               | −7,8               |
| Норма опадів, мм             | 132                | 122                | 108                | 44                 | 18                 | 4                  | 2                  | 3                  | 9                  | 39                 | 94                 | 98                 | 672                |
| ---------------------------- | ------------------ | ------------------ | ------------------ | ------------------ | ------------------ | ------------------ | ------------------ | ------------------ | ------------------ | ------------------ | ------------------ | ------------------ | ------------------ |
| Джерело: The Weather Channel |                    |                    |                    |                    |                    |                    |                    |                    |                    |                    |                    |                    |                    |

## Демографія

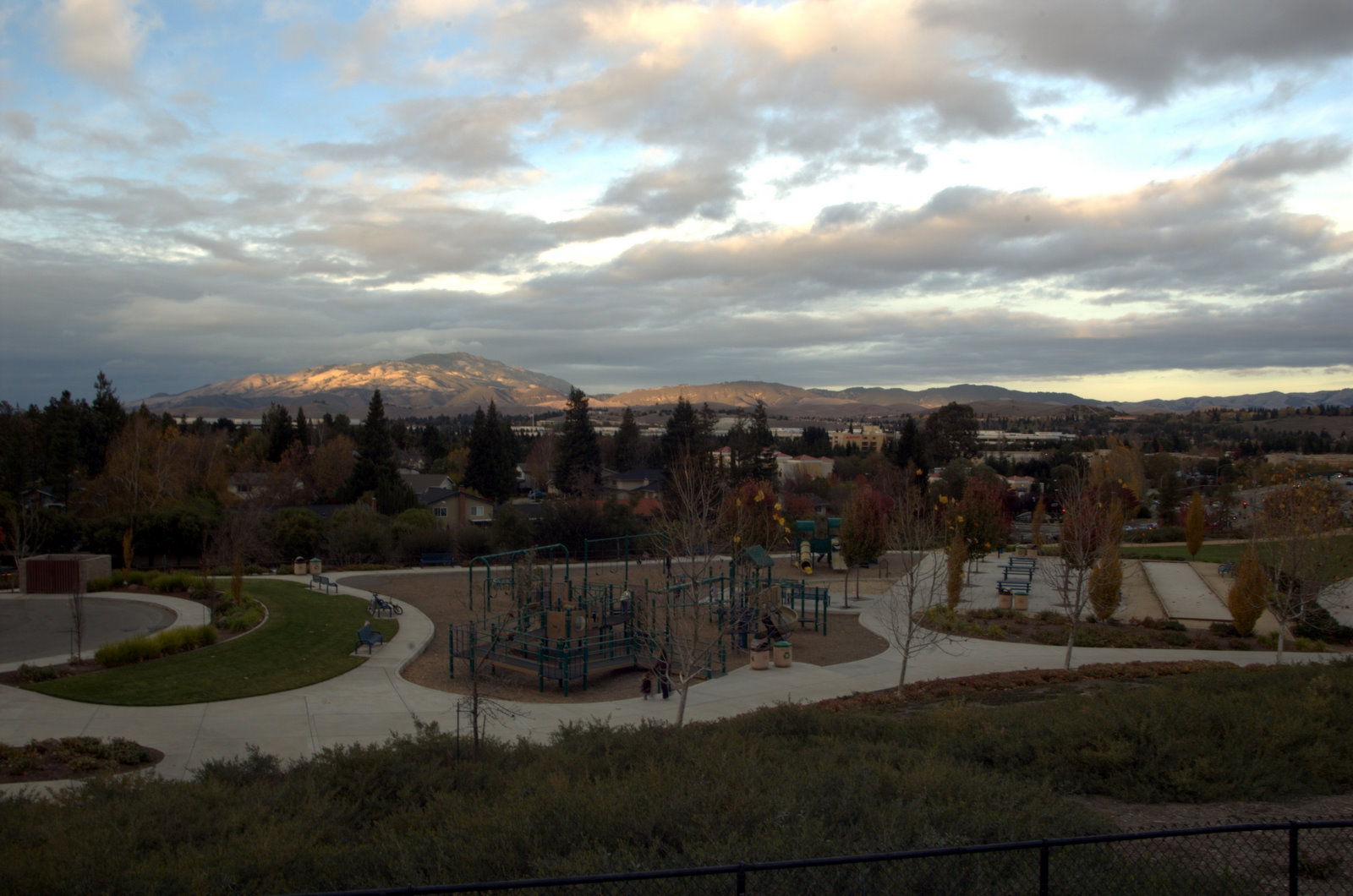
Панорама Сан-Рамона

Згідно з переписом 2010 року, у місті мешкало 72 148 осіб у 25 284 домогосподарствах у складі 19 165 родин. Густота населення становила 1541 особа/км².  Було 26222 помешкання (560/км²).
Расовий склад населення:
| - 53,6 % — білих - 35,6 % — азіатів - 2,8 % — чорних або афроамериканців - 0,3 % — корінних американців - 0,2 % — вихідців з тихоокеанських островів - 2,1 % — осіб інших рас |

До двох чи більше рас належало 5,3 %. Частка іспаномовних становила 8,7 % від усіх жителів.
За віковим діапазоном населення розподілялося таким чином: 29,6 % — особи молодші 18 років, 62,6 % — особи у віці 18—64 років, 7,8 % — особи у віці 65 років та старші. Медіана віку мешканця становила 37,1 року. На 100 осіб жіночої статі у місті припадало 96,6 чоловіків;  на 100 жінок у віці від 18 років та старших — 92,4 чоловіків також старших 18 років.
Середній дохід на одне домашнє господарство  становив 152 660 доларів США (медіана — 128 916), а середній дохід на одну сім'ю — 167 894 долари (медіана — 148 734). Медіана доходів становила 113 067 доларів для чоловіків та 75 383 долари для жінок. За межею бідності перебувало 4,2 % осіб, у тому числі 4,4 % дітей у віці до 18 років та 4,8 % осіб у віці 65 років та старших.
Цивільне працевлаштоване населення становило 36 808 осіб. Основні галузі зайнятості: науковці, спеціалісти, менеджери — 20,8 %, освіта, охорона здоров'я та соціальна допомога — 19,6 %, виробництво — 12,4 %, роздрібна торгівля — 10,0 %.